# Bucha de canhão
Bucha de canhão ou carne para canhão é uma locução empregada, de maneira informal e, muitas vezes, pejorativa, para designar combatentes deliberadamente sacrificados, por seu comando, ao fogo inimigo, durante um conflito armado, em que, sabidamente, a probabilidade de vitória é muito baixa. Na origem, a locução referia-se a tropas inexperientes, pouco qualificadas, mal equipadas e de baixo custo, empregadas com o objetivo tático de desviar a atenção ou de oferecer uma resistência momentânea ao oponente..
O primeiro uso atestado dessa expressão é atribuído a Chateaubriand, em seu panfleto De Bonaparte et des Bourbons, publicado em 1814: "Chegou-se a esse ponto de desprezo pela vida dos homens e pela França, de chamar os recrutas de matéria-prima e carne para canhão".
A locução é também usada em situações nas quais os combatentes serão sabidamente derrotados  ou sofrerão baixas extremamente altas, mas poderão contribuir para alcançar o objetivo estratégico. Um exemplo disso é a guerra de trincheiras da Primeira Guerra Mundial.
A expressão também pode ser aplicada (um tanto pejorativamente) à infantaria, em contraste com a artilharia, a força aérea ou marinha).